# Утичье (Мокроусовский район)
Утичье — село в Мокроусовском районе Курганской области России. Административный центр Утичёвского сельсовета.

## География
Село находится на северо-востоке Курганской области, в пределах юго-западной части Западно-Сибирской равнины, в лесостепной зоне, на берегах озера Утичьего, на расстоянии примерно 12 километров (по прямой) к юго-востоку от села Мокроусова, административного центра района. Абсолютная высота — 139 метров над уровнем моря.

### Климат
Климат характеризуется как континентальный, с холодной продолжительной малоснежной зимой и коротким жарким летом. Средняя температура воздуха самого холодного месяца (января) составляет −16,8 °C (абсолютный минимум — −44 °С); самого тёплого месяца (июля) — 18,5 °C (абсолютный максимум — 39 °С). Безморозный период длится 130 дней. Годовое количество атмосферных осадков — 429 мм, из которых 200 мм выпадает в тёплый период.

## Население
| 1989 | 2002 | 2010 |
| ---- | ---- | ---- |
| 561  | ↘520 | ↘479 |

### Гендерный состав
По данным Всероссийской переписи населения 2010 года в гендерной структуре населения мужчины составляли 51,1 %, женщины — соответственно 48,9 %.

### Национальный состав
Согласно результатам Всероссийской переписи населения 2002 года, в национальной структуре населения русские составляли 90 %.